# Ефре
Ефре (фр. Aiffres) насеље је и општина у западној Француској у региону Поату-Шарант, у департману Де Севр која припада префектури Ниор.
По подацима из 2011. године у општини је живело 5340 становника, а густина насељености је износила 207,62 становника/km². Општина се простире на површини од 25,72 km². Налази се на средњој надморској висини од 26 метара (максималној 57 m, а минималној 13 m).

## Демографија
| 1962. | 1968. | 1975. | 1982. | 1990. | 1999. | 2011. |
| ----- | ----- | ----- | ----- | ----- | ----- | ----- |
| 1.158 | 1.323 | 1.861 | 3.756 | 4.119 | 4.598 | 5.340 |

График промене броја становника у току последњих година